# Nadja Lorenz
Nadja Lorenz (* 1961 In Darmstadt) ist eine österreichische Rechtsanwältin und Menschenrechtsaktivistin. Sie fungierte von 2003 bis 2014 als Vorsitzende von SOS Mitmensch.

## Leben und Werk
Lorenz kam mit neun Jahren nach Wien, studierte Rechtswissenschaften an der Universität Wien und insistierte gemeinsam mit einer Kollegin darauf, dass ihr Diplom mit dem geschlechtskorrekten Titel Magistra ausgestellt werde. Sie „kämpfte […] bis zum Verfassungsgerichtshof (VfGH) […] zunächst ohne Erfolg, denn „der geschlechtsneutrale Gebrauch der männlichen Sprache sei nicht diskriminierend“; kurz danach wurden jedoch weibliche Titel durch das Wissenschaftsministerium“ verordnet. 1992 absolvierte sie das Gerichtsjahr, war danach in einer auf Grundrechte spezialisierten Anwaltskanzlei Rechtsanwaltsanwärterin und absolvierte 1998 die Rechtsanwaltsprüfung. Seither ist sie in eigener Kanzlei in Wien tätig.
Lorenz hat sich bereits als Anwärterin einen Namen als Expertin für Asyl- und Strafrecht gemacht, sei es durch öffentliche Stellungnahmen, Teilnahme an Protestaktion und durch Publikationen. 1995 war sie im Senat des Internationalen Menschenrechts-Tribunal (im Anklagepunkt I. Strafrecht und Verfassung) vertreten.
Von 2000 bis 2003 war Lorenz Mitglied der Kommission Wien I des Menschenrechtsbeirates der österreichischen Volksanwaltschaft, danach bis 2006 von Amnesty International nominiertes Ersatzmitglied des Menschenrechtsbeirates. Lorenz ist auch als Expertin für Asyl- und Strafrecht sowie für Opferschutz im Verein Frauen-Rechtsschutz tätig, der mehrere Menschenrechtsauszeichnungen erhalten hat. Sie fungiert weiters als Vorstandsmitglied der Vereinigung Österreichischer StrafverteidigerInnen, ist Mitglied der Österreichischen Juristenkommission und des Netzwerkes Asylanwalt, ist Beiratsmitglied der Fachgruppe Grundrechte der Richtervereinigung und der Zeitschrift juridikum für Kritik, Recht und Gesellschaft.
Lorenz hält regelmäßig Vorträge zu den Themen Asylrecht, Grundrechtsschutz und Strafrecht.

## Auszeichnung
- 2005 Bruno-Kreisky-Preis für Verdienste um die Menschenrechte

## Nachweise
1. ↑  Volksanwaltschaft, Lebenslauf Maga. Nadja Lorenz, abgerufen am 20. Februar 2014
2. ↑  Frauenrat (Memento des Originals vom 25. Februar 2014 im Internet Archive)  Info: Der Archivlink wurde automatisch eingesetzt und noch nicht geprüft. Bitte prüfe Original- und Archivlink gemäß Anleitung und entferne dann diesen Hinweis., Menschenrechtsanwältin Nadja Lorenz, abgerufen am 20. Februar 2014
3. ↑  Verein frauen-Rechtsschutz, Liste der Expertinnen

| Personendaten    | Personendaten                                         |
| ---------------- | ----------------------------------------------------- |
| NAME             | Lorenz, Nadja                                         |
| KURZBESCHREIBUNG | österreichische Rechtsanwältin und Menschenrechtlerin |
| GEBURTSDATUM     | 1961                                                  |
| GEBURTSORT       | Darmstadt                                             |